# Piggies
Piggies è un brano di satira sociale composto da George Harrison, pubblicato dai Beatles sul loro eponimo doppio LP del 1968.

## Descrizione

### Storia e composizione
Un altro brano di satira politica firmato George Harrison era Taxman, apparso su Revolver (1966); un possibile predecessore di questo potrebbe essere Think for Yourself di Rubber Soul dell'anno precedente: infatti, Harrison non rammenta chi lo ha ispirato, ma ha ipotizzato che si trattasse del governo. Molto tempo dopo, nel 1987, nel corso delle sessions per Cloud Nine dello stesso anno, venne registrata una canzone di satira religiosa, Vatican P2 Blues, ma venne scartata dall'LP per poi apparire sul successivo 33 giri di George, il postumo Brainwashed (2002).
Anche Piggies risale al 1966, e, come Taxman, John Lennon aiutò l'amico nella composizione del pezzo, così come la madre di George, Louise Harrison. Il contributo di quest'ultima, come ricordato dal figlio, avvenne in un momento di blocco, in cui Harrison non trovava una rima, e Louise gli suggerì le parole “What they need is a damn good whacking!” (“Bisognerebbe impiccarli”, dove il verbo assume nel linguaggio gergale il significato di “fustigare”). Lennon contribuì con la parte sul bacon; questo presumibilmente avvenne nei primi giorni dell'estate 1968, poiché in un demo, registrato a casa di Harrison in presenza degli altri Beatles, che risale al maggio di quell'anno, presenta una piccola variazione del testo in quel punto, che infatti si riferiscono a costolette di maiale. Un'altra differenza tra questo primo nastro e la versione ufficialmente pubblicata è una strofa sulle "banche suine", che non appare sul White Album. L'incisione del maggio 1968 rappresenta la prima volta in cui Piggies venne eseguita e/o ascoltata dagli altri tre Beatles.
Il tema del testo è l'avidità umana, e di quanto i soldi possano governare le persone, allontanandole da capire l'importanza delle cose, e non è una presa in giro alla polizia come qualcuno lo ha interpretato. Inoltre, nella coda del pezzo, Harrison pronuncia "One more time" ("Ancora una volta"), e subito dopo c'è un ultimo intervento dell'ottetto di archi. Il testo riflette le convinzioni di Harrison del periodo, ergo la separazione tra gli hippies e le altre persone, un tema già trattato su Within You Without You; l'apice di queste tematiche però era stato già raggiunto, e stavano rapidamente perdendo interesse, ma il chitarrista solista proseguì a parlarne. Lennon aveva lasciato tali argomenti già all'inizio dell'anno, passando dalla liberazione della mente collettiva a quella del singolo individuo.

### Registrazione
I Beatles iniziarono a registrate tutti assieme Piggies il 19 settembre 1968 sotto la produzione di Chris Thomas, nello Studio 1 degli Abbey Road Studios. La seduta era iniziata nello Studio 2, ma Thomas trovò nello studio "precedente" un clavicembalo, lì messo per una registrazione notturna di musica classica, e, dopo aver saputo dal fonico Ken Scott che lo strumento non si poteva spostare liberamente, cambiarono sala per la registrazione. Mentre George e Chris stavano discutendo sull'arrangiamento del vecchio strumento, il primo vi suonò Something, ricevendo dall'altro un'ottima accoglienza, tanto che Thomas gli propose di registrarla al posto di Piggies. Questo non avvenne, e Something divenne, l'anno seguente, un masterpiece dell'album Abbey Road. In questa data, vennero incisi 11 nastri della base ritmica del pezzo (Harrison: chitarra acustica; McCartney: basso elettrico; Thomas: clavicembalo; Starr: tamburello). In una pausa tra due take, sembra che Paul McCartney abbia suonato Let It Be, che venne composta proprio durante le sedute di registrazione del White Album, ma che apparve nell'omonimo album del 1970.
L'indomani, Harrison sovrincise la voce, che, in alcuni punti venne raddoppiata artificialmente. Nella stessa data, Lennon scelse, come effetti sonori, i grugniti di dei maiali, tratti da un vecchio 78 giri di proprietà della EMI, intitolato Animals and Bees (Volume 35); come ricordato dal fonico Stuart Eltham, la voce di George riuscì a coprire i difetti del vecchio disco. Parte dei suoni presenti sul disco erano stati prodotti dall'uomo. I versi degli animali differiscono in base ai mixaggi. La lavorazione a Piggies si concluse il 10 ottobre, quando una sezione di 8 archi, arrangiati da George Martin, venne sovraincisa.
I numerosi litigi avvenuti nel corso delle tesissime sessioni di registrazione del White Album avevano allontanato dai Fab Four due membri molto importanti del loro staff: George Martin ed il fonico Geoff Emerick; quest'ultimo si allontanò definitivamente dalla sfera della band. Infatti, di 3 date di registrazione per Piggies, solo l'ultima venne prodotta da Martin; oltre a lui, in cabina di regia erano presenti come fonici anche Ken Scott e John Smith; nelle due sessions di settembre, prodotte da Chris Thomas, i fonici erano Scott e Mike Sheady. La traccia venne mixata l'11 ottobre, con la stessa formazione in cabina di regia del giorno precedente; del mix monofonico vennero realizzate quattro versione, di quello stereofonico tre.

### Pubblicazione ed accoglienza
Il White Album, pubblicato il 22 novembre 1968 nel Regno Unito e tre giorni dopo negli States, in realtà intitolato semplicemente The Beatles, presenta George Harrison come autore e cantante di quattro brani, totalmente diversi l'uno dall'altro: si passa infatti dalla celebre While My Guitar Gently Weeps, brano che, come afferma il titolo è una sorta di inno alla chitarra, ad una frivola Savoy Truffle, passando per Long, Long, Long, una canzone particolarmente filosofeggiante. La satira di Piggies viene inclusa sul lato B del primo disco (siamo infatti di fronte al primo doppio album dei Beatles), tra Blackbird e Rocky Raccoon; quindi anch'esso regge il tema dei brani con titoli che comprendono nomi di animali del doppio LP, venendo posto a metà fra altri due della stessa tipologia; una quarta canzone avente un titolo inerente al mondo animale è Everybody's Got Something to Hide Except Me and My Monkey.
George Harrison, accompagnato in una band in cui era presente anche Eric Clapton, eseguì il brano dal vivo durante il suo tour giapponese del 1991, che si svolse dal 1° al 17 dicembre; una versione live di Piggies appare come penultima traccia del primo disco del doppio album dal vivo Live in Japan (1992), in seguito incluso nel box set The Dark Horse Years 1976-1992 (2004); la traccia è posta tra What Is Life, originariamente apparsa su All Things Must Pass (1970), e Got My Mind Set on You, recente successo, una cover di un brano di Rudy Clark apparsa su Cloud Nine (1987). Dal vivo, Harrison aggiunse la strofa scartata dal White Album; qualche piccola modifica al testo della canzone eseguita on stage era una tradizione di George già manifestatasi nel corso del tour nordamericano del 1974. Il demo del maggio 1968 apparve, con una durata di 1:19, sull'Anthology 3 (1996), dove è posta come ottava traccia del primo lato del primo di 3 33 giri, tra altri due brani registrati nella stessa occasione, Junk accreditata al solo Paul McCartney e Honey Pie, accreditata al binomio Lennon-McCartney.
Piggies non ebbe critiche particolarmente favorevoli. Ian MacDonald la definì «una macchia imbarazzante» nella discografia harrisoniana, mentre Alan Pollack aveva considerato fastidioso il suo arrangiamento; Luca Biagini, curatore del sito Pepperland, ha affermato che questa canzone è ben fatta musicalmente, ma non per il testo. Stephen Thomas Erlewine, critico musicale di AllMusic, ha giudicato questa traccia ridicola, mentre si è profuso in complimenti nelle altre composizioni di George Harrison dell'LP. Il Rolling Stone Magazine ha detto che, su Piggies, il "beatle calmo" si mostra compiaciuto di sé, e che, nella scaletta, la scelta di metterla dopo Blackbird è stata fantastica. L'editore David Harris, in una recensione del White Album scritta principalmente da musicisti, afferma che Piggies è abbastanza buona, ma che George doveva accreditare sua madre e John Lennon, e si chiede cosa pensava la prima circa questo pezzo.

### Piggiese Charles Manson
Charles Manson, l'8 agosto 1969, ebbe una "chiamata all'omicidio" nel corso di un ascolto del White Album. La situazione causò i celebri omicidi che portarono alla morte Sharon Tate e, poco tempo dopo Leno LaBianca e sua moglie Rosemary; questi ultimi vennero uccisi proprio con delle posate, come espresso nel testo di Piggies..

## Formazione

### White Album
- George Harrison — voce raddoppiata, chitarra acustica
- Paul McCartney — basso elettrico, cori
- Ringo Starr — tamburello
- John Lennon — effetti sonori, cori
- Chris Thomas — clavicembalo
- Henry Datyner — violino
- Eric Bowie — violino
- Norman Lederman — violino
- Ronald Thomas — violino
- John Underwood — viola
- Keith Cummings — viola
- Eldon Fox — violoncello
- Reginald Kilbey — violoncello

### Live in Japan
Probabile line-up:
- George Harrison — voce, chitarra
- Eric Clapton — cori, chitarra
- Andy Fairweather-Low — chitarra
- Nathan East — basso elettrico
- Greg Phillinganes — tastiere
- Chuck Leavell — tastiere
- Steve Ferrone — batteria
- Ray Cooper — percussioni[15]

### Annotazioni
1. ↑  Negli USA "pig" è un termine slang per indicare le forze di polizia.
2. ↑  John aveva trattato della liberazione mentale collettiva su Tomorrow Never Knows di Revolver (1966), mentre di liberazione personale su I'm So Tired del White Album, oltre che su I'm Only Sleeping, anch'essa da Revolver.
3. ↑  Lo stesso avviene per i cinguettii di Blackbird e per gli effetti sonori di Back in the U.S.S.R., senza contare le differenze di velocità, durata e/o volume del mixaggio tra la versione mono e stereo; il White Album è l'unico album del gruppo ad avere tutte queste differenze in base ai mixs.
4. ↑  Nessuno dei brani parlava veramente di animali: Piggies, come già visto, parla di alcune parti della società, Blackbird di una donna di colore, Rocky Raccoon è il nome di un cowboy e la scimmia di Everybody's Got Something to Hide Except Me and My Monkey, secondo il suo autore, John Lennon, è l'allora compagna Yōko Ono, sebbene non sono mancate le ipotesi che trattasse di droga.
5. ↑  Questo avvenne perché Junk, scartata sia per l'inclusione sul White Album che su Abbey Road, venne infine pubblicata su McCartney (1970), del solo Paul McCartney, che includeva molti pezzi del periodo con i Beatles, ma che vennero accreditati unicamente a lui.

### Bibliografiche
1. 1 2 3 4 5 6 7 8 9  (EN) Piggies, su beatlesbible.com, The Beatles Bible. URL consultato il 12 agosto 2014.
2. 1 2  (EN) Taxman, su beatlesbible.com, The Beatles Bible. URL consultato il 12 agosto 2014.
3. ↑  Harrison, p. 88.
4. ↑  (EN) Graham Calkin, Cloud Nine, su jpgr.co.uk, JPGR. URL consultato il 12 agosto 2014.
5. ↑  (EN) Graham Calkin, Brainwashed, su jpgr.co.uk, JPGR. URL consultato il 12 agosto 2014.
6. ↑  Harrison, p. 126.
7. 1 2 3 4 5 6   Luca Biagini, Piggies, su pepperland.it, Pepperland. URL consultato il 12 agosto 2014.
8. ↑  (EN) Something, su beatlesbible.com, The Beatles Bible. URL consultato il 12 agosto 2014.
9. ↑   Luca Biagini, Let It Be, su pepperland.it, Pepperland. URL consultato il 12 agosto 2014.
10. ↑  Lewisohn, pp 341-2.
11. ↑   Hervé Bourhis, Il Piccolo Libro dei Beatles, Blackvelvet, 2012., pag. 81
12. ↑   Luca Biagini, Long, Long, Long, su pepperland.it, Pepperland. URL consultato il 12 agosto 2014.
13. 1 2  (EN) Graham Calkin, The Beatles (a.k.a The White Album), su jpgr.co.uk, JPGR. URL consultato il 12 agosto 2014.
14. ↑  (EN) Piggies by The Beatles, su songfacts.com, Songfacts. URL consultato il 12 agosto 2014.
15. 1 2 3  (EN) Graham Calkin, Live in Japan, su jpgr.co.uk, JPGR. URL consultato il 12 agosto 2014.
16. ↑  Hervé Bourhis, pag. 103.
17. ↑  Hervé Bourhis, pag. 142.
18. ↑   Luca Biagini, In My Life, su pepperland.it, Pepperland. URL consultato il 12 agosto 2014.
19. ↑  (EN) Graham Calkin, Anthology 3, su jpgr.co.uk, JPGR. URL consultato il 12 agosto 2014.
20. ↑  MacDonald, p. 304.
21. ↑  (EN) Stephen Thomas Erlewine, The Beatles - The Beatles, su allmusic.com, AllMusic. URL consultato il 12 agosto 2014.
22. ↑  (EN) Jaan Wenner, Rolling Stone Review of the Beatles' White Album, su thewhitealbumproject.com, The White Album Project. URL consultato il 12 agosto 2014.
23. ↑  (EN) David Harris, The Beatles: 45 Years of The White Album, su consequence.net, Consequence of Sound. URL consultato il 12 agosto 2014.
24. ↑  Hervé Bourhis, pag. 94.